# Don Boscokerk (Torhout)

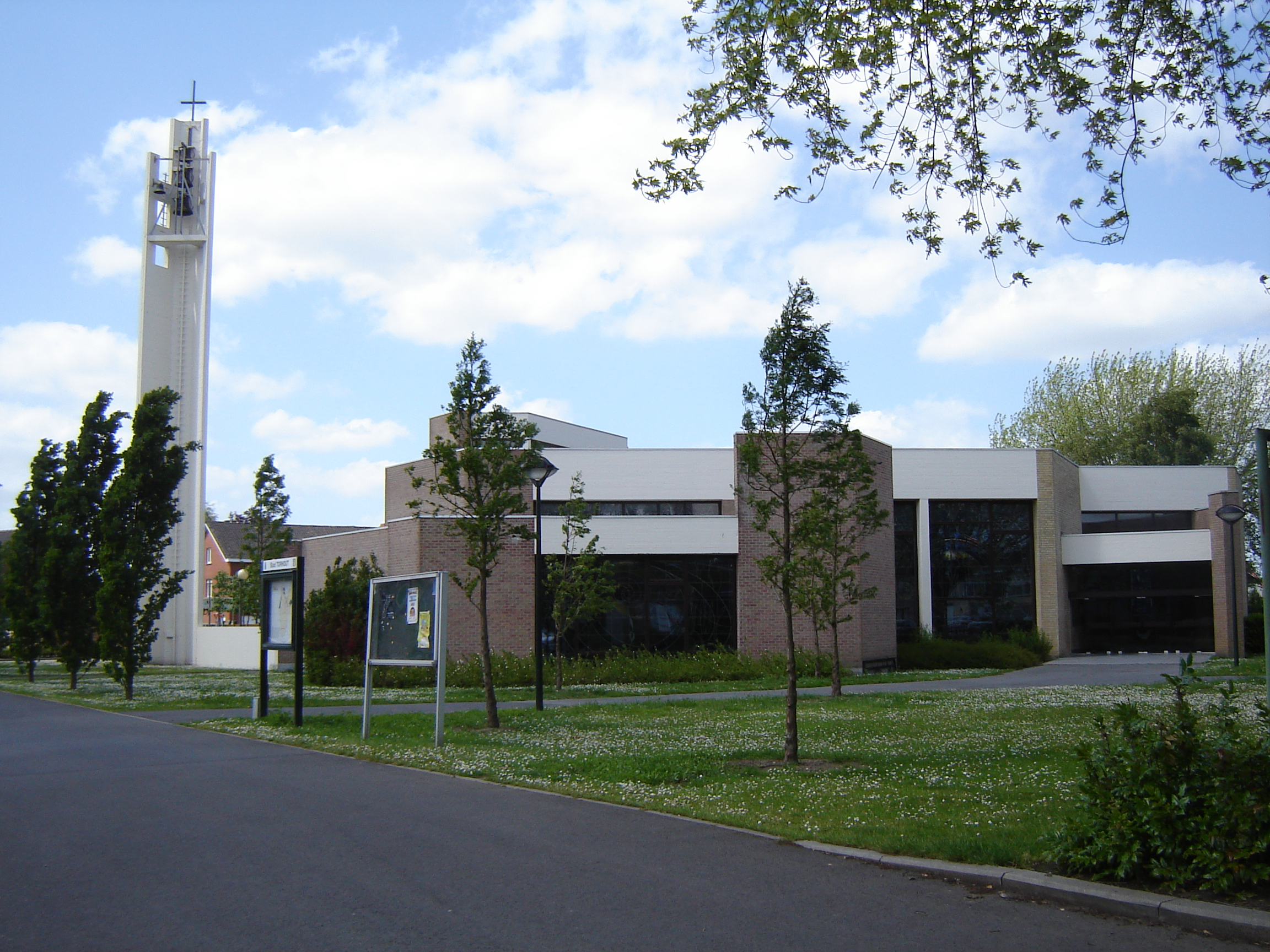
Don Boscokerk

De Don Boscokerk (ook: Sint-Jan-Boscokerk) is de parochiekerk van de tot de West-Vlaamse stad Torhout behorende wijk Don Bosco, gelegen aan het Don Boscoplein.

## Geschiedenis
De parochie werd in 1958 opgericht naar aanleiding van de groei van het inwonertal van deze wijk, en in 1959 werd een noodkerk betrokken, waartoe een gebouw van de Expo 58 te Brussel was aangekocht. In 1974 werd de eerste steen voor een definitieve kerk gelegd en in 1976 werd de kerk ingewijd. Architecten waren Aimé Pauwels en René De Deyne.

## Gebouw
Het is een zaalkerk in de stijl van het naoorlogs modernisme, gebouwd in gele baksteen en beton op een onregelmatig hoekige plattegrond. De kerk heeft een losstaande betonnen toren. De kerk bezit enkele langwerpige glas-in-loodramen van Jan Leenknecht, van 1997-2006.
De kerk bevindt zich vrijstaand op een centraal plein.